# گوستاوو آلبلا
گوستاوو آلبلا (انگلیسی: Gustavo Albella; ۲۵ اوت ۱۹۲۵ – ۱۳ ژوئن ۲۰۰۰) بازیکن فوتبال اهل آرژانتین بود.
از باشگاه‌هایی که در آن بازی کرده‌است می‌توان به باشگاه فوتبال بوکا جونیورز و باشگاه فوتبال سائو پائولو اشاره کرد.